# Estación de Marinhais
La Estación Ferroviaria de Marinhais, igualmente conocida como Estación de Marinhais, es una plataforma de ferrocarriles de la Línea de Vendas Novas, que sirve a la localidad de Marinhais, en el ayuntamiento de Salvaterra de Magos, en Portugal.

## Descripción

### Vías de circulación y plataformas
En enero de 2011, presentaba dos vías de circulación, ambas con 710 metros de longitud, y dos plataformas, que tenían 48 y 40 metros de extensión, y 25 y 35 centímetros de altura.

## Historia
La Línea de Vendas Novas fue inaugurada el 15 de enero de 1904.